# Siosateki Veikune
Siosateki Tonga Veikune, né le 4 janvier 1853 et mort le 17 octobre 1913, est un chef et homme d'État tongien. Il est Premier ministre de 1893 à 1904.

## Biographie
Décrit comme « un chef de troisième rang » originaire de Vavaʻu, il joue un rôle important durant les premières décennies de l'État tongien moderne, à la fin du XIXe siècle. Vice-premier ministre et trésorier-payeur général du royaume dans les années 1880, il dirige plusieurs fois le gouvernement du roi George Tupou Ier lorsque le premier ministre Shirley Baker est absent. Lorsque Baker est limogé en 1890, le roi propose le poste de premier ministre à Siosateki Tonga, qui le refuse. C'est donc Siaosi Tukuʻaho qui prend la tête du gouvernement, avant d'être limogé à son tour en 1893. Tonga accepte alors le poste. Basil Thomson le décrit comme sérieux, dévoué à sa tâche, et « incorruptible ».
Pour financer d'importantes dépenses, son gouvernement accroît les impôts et emprunte auprès d'entrepreneurs étrangers, créant des dettes significatives pour le royaume. En mai 1900, le Royaume-Uni impose aux Tonga, et donc au gouvernement du roi George Tupou II et de son premier ministre Siosateki Tonga, un statut de protectorat, visant à écarter les Allemands très présents dans la région : le royaume perd son indépendance en matière de politique étrangère, et les Britanniques s'octroient un droit de regard sur la politique intérieure également. En 1903, le roi élève son premier ministre au rang de la noblesse, créant pour lui le titre dès lors héréditaire de Veikune. En 1904, Everard im Thurn, nouvellement nommé haut commissaire aux Territoires britanniques du Pacifique occidental, exige et obtient qu'il soit limogé et exilé aux Fidji, avec son fils et par ailleurs ministre des Finances, Fotu. Les deux hommes sont autorisés à revenir aux Tonga en 1906. Siosateki Tonga Veikune y décède en 1913, et son fils hérite de son titre de noblesse.